# Михаил Савов
Михаил Попов Савов е български офицер (генерал-лейтенант), два пъти е военен министър (1891 – 1894 и 1903 – 1907), помощник-главнокомандващ по време на Балканските войни.
На два пъти е уволняван от армията и е възстановяван със съдействието на цар Фердинанд I. Михаил Савов и Фердинанд се смятат за основните инициатори на Междусъюзническата война, завършила с първата национална катастрофа на България.

## Биография

### Ранни години
Михаил Савов е роден на 14 ноември (26 ноември нов стил) 1857 г. в Ески Заара (сега Стара Загора), учи в Хасково, Пловдив и в Априловската гимназия в Габрово, след това в Галатасарайския лицей в Цариград (1876). Завършва Военното училище в София с първия му випуск през 1879 г. и е произведен в чин подпоручик. На 9 юли 1881 г. е произведен в чин поручик, след което продължава образованието си в Генералщабната академия в Санкт Петербург (1881 – 1885). След завръщането си в България, Савов е назначен на служба в милицията на Източна Румелия.
На 9 септември 1885 г. е произведен в чин капитан, и със Заповед № 4 от същия ден на княз Александър I Батенберг, е назначен за адютант по строевата част на армията.

### Участие в Сръбско-българската война (1885) и в управлението на Стамболов
След Съединението на Княжество България и Източна Румелия капитан Михаил Савов взема участие в отразяването на сръбското шествие като командир на левия фланг в битката при Сливница. В първия ден на битката, 5 ноември, отразява атаките на сръбската Дринска дивизия срещу укрепленията около Алдомировци и Братушково, с което печели време за пристигане на подкрепленията от Южна България. Притиснат от по-многочислен противник, отказва да изпълни заповедта на командира на Западния корпус да отстъпи и спомага (7 ноември) за разгрома на Моравската дивизия в боя при Гургулят. Участва и в боевете при овладяването на Пирот. Награден е с орден „За храброст“ III степен.
През 1886 г. капитан Савов е член на комисията за уточняване на българо-турската граница в Родопите и служи в щаба на военния министър. Деветоавгустовският преврат го заварва като началник-щаб на Пловдивската бригада. Подкрепя командващия бригадата подполковник Сава Муткуров в организирането на верните на княз Александър войски от провинцията за поход към София, който води до бягството на детронаторите. След установяването на Регентството е военен комендант и фактически управител на Пловдив, пресича дейността на местната русофилска опозиция. През 1886 – 1887 г. е помощник на военния министър (длъжността тогава е известна като „товарищ на военния министър“). На 17 април 1887 е произведен в чин майор и служи в Генералщабното ведомство като офицер от ГЩ при 5-а пехотна бригада.
През 1888 г. Михаил Савов става почетен флигеладютант на княз Фердинанд I. През 1891 г. е назначен за военен министър в кабинета на Стефан Стамболов, а на 2 август същата година е произведен в чин подполковник.

### Конфликт със Стамболов
Михаил Савов е женен за Смарайда Милкова, племенница на Иван Евстратиев Гешов. Семейството попада в центъра на шумен публичен скандал, след като на 11 март 1894 година Мария Милкова, сестра на Смарайда и съпруга на капитан Тодор Матров, обвинява министър-председателя Стефан Стамболов в любовна връзка със самата нея и със съпругата на Савов. Михаил Савов реагира изключително остро и се опитва да организира дуел със Стамболов, в резултат на което е отстранен от правителството. Случаят предизвиква силно недоволство срещу Стамболов, особено в офицерските среди. И след развода на Савов скандалът продължава, включително с публикуване на частна кореспонденция във вестниците, и става повод Стамболов на няколко пъти да подава оставката си, която в крайна сметка е приета от княз Фердинанд на 20 май.

### Кариера до Балканските войни
На 16 април 1894 година Михаил Савов е уволнен от армията. Като македонски българин, че родословието му от Дебър, в 1896 оглавява за кратко Пловдивското дружество на Македоно-одринската организация. На 11 март 1897 г. Савов е възстановен на военна служба. На 1 януари 1899 е произведен в полковник, от началото на 1904 е генерал-майор, а при повторното си уволнение четири години по-късно е произведен в чин генерал-лейтенант. Междувременно, от 1897 до 1903 е началник на Военното училище. През 1903 отново става военен министър и този път задържа поста в пет последователни правителства (кабинетите на Стоян Данев, Рачо Петров, Димитър Петков, Димитър Станчов и Петър Гудев). В този период ръководи военната реформа, която се състои в числено увеличение и мащабно превъоръжаване на армията, и подготвя страната за решителната роля през Балканската война. Замесен в злоупотреби при доставката на оръжие (аферата „Шарл–Жан“), в средата на 1907 година Савов е принуден да подаде оставка от правителството и да се защитава в съда. Напуска (за втори път) армията на 30 октомври 1908 г.

### Балкански войни (1912 – 1913)
След започването на Балканската война през 1912 г., генерал Савов отново е възстановен на служба, като е назначен на новосъздадения пост – „помощник на главнокомандващия“ (това е цар Фердинанд I). Това става въпреки корупционните скандали и политическите различия с тогавашното правителство, тъй като според министър-председателя Иван Гешов той е сред водещите български специалисти във военното дело, а след началото на войната председателят на парламента Стоян Данев го определя като не само полезен, но и „неизбежен“.
Привърженик на идеята за завземане на Цариград, след победите при Лозенград и Бунархисар убеждава Фердинанд и получава от него пълномощия да нареди атаката на турските укрепления при Чаталджа. Издава заповедта за Чаталджанската операция без да уведоми правителството, което в същото време приготвя отговор на турското предложение за примирие. Операцията се проваля заради холерната епидемия, лошото разузнаване и недостига на тежка артилерия. Неуспехът отлага сключването на примирие и прави османската дипломация по-неотстъпчива в последвалите преговори за мир.
В съгласие с цар Фердинанд, но без знанието на кабинета Данев, на 15 юни 1913 година генерал Савов нарежда нападение срещу сръбските и гръцките войски в Македония. Замислено като демонстрация на сила и опит за изтикване на бившите съюзници от спорните територии преди арбитража на руския император, нападението от 16 – 17 юни (стар стил) прераства в пълномащабна война, която приключва месец по-късно с поражение на България.
Под натиска на правителството и против волята на Фердинанд на 18 юни генерал Савов нарежда спиране на настъплението, вследствие на което 4-та армия губи инициативата в битката на река Брегалница. По тази причина два дни по-късно е уволнен от поста помощник-главнокомандващ по заповед на царя. Въпреки това, с влошаването на положението на фронта след боевете при Дренак, Кукуш и Дойран Фердинанд отново търси съвет от него. На съвещание в София с други висши военни на 26 юни Савов се противопоставя на намеренията на новия помощник-главнокомандващ, генерал Радко Димитриев, за изтегляне на войските от Македония на Конявската планина като предлага контранастъпление срещу гърците в поречието на Струма. Два дни по-късно (28 юни) получава ново назначение в Действащата армия – командващ на съединените 4-та и 5-а армия, които заемат фронта срещу сърбите от Милевската по Осоговската до Голак планина. На новата си длъжност в първите дни на юли генерал Савов ръководи освобождаването на Босилеград, защитата на връх Голеш и боевете за Баньо чука, Повиен и Гърляни. Към 9 юли големи сръбски сили се съсредоточават в направление към Радомир, а гърците напредват успешно покрай Струма към Горна Джумая (Благоевград). Въпреки заплахата за обхващане на поверените му армии от противника, Савов убеждава Главното командване да не нарежда отстъпление, а да организира удар във фланг на гръцката армия. На 14 юли получава лично ръководството на операцията заедно с 2-ра армия, която е присъединена към подчинената му групировка. В резултат на Кресненското сражение Гърция е принудена да поиска примирие.
След войната Савов е отново уволнен, а през 1914 г. е съден от Държавен съд.

### След войните
През следващите години Михаил Савов живее във Франция. След Първата световна война е пълномощен министър във Франция (1920 – 1923) и за Белгия (1922 – 1923). На 5 август 1920 г. преминава в опълчението. Умира на 21 юли 1928 г. в Сен Валие дьо Тией, Франция. Погребан е в София.

## Памет
На генерал Михаил Савов е наречена улица в квартал „Люлин“ в София (Карта).
„За изключително големите му заслуги към страната ни при планирането и осъществяването на военните операции през Балканската война и за проявеното новаторство и военно майсторство“ на 20 декември 2012 година генерал-лейтенант Михаил Савов е награден посмъртно с орден „Стара планина“ I степен с мечове.
Част от архивите му се съхраняват във фонд № 20 на Българския исторически архив в Националната библиотека „Св. св. Кирил и Методий“.

## Военни звания
- Прапоршчик (10 май 1879)
- Подпоручик (1 ноември 1879, преименуван)
- Поручик (9 юли 1881)
- Капитан (9 септември 1885)
- Майор (17 април 1887)
- Подполковник (2 август 1891)[24]
- Полковник (2 август 1899)
- Генерал-майор (1904)
- Генерал-лейтенант (30 октомври 1908)

## Награди
- Военен орден „За храброст“ II и III степен, 2 клас
- Царски орден „Св. Александър“ I степен с мечове по средата, II степен с брилянти без мечове и III степен с мечове отгоре
- Народен орден „За военна заслуга“ I степен
- Орден „Стара планина“ I степен с мечове